# Daedalea africana
Daedalea africana är en svampart som beskrevs av I. Johans. & Ryvarden 1980. Daedalea africana ingår i släktet Daedalea och familjen Fomitopsidaceae.   Inga underarter finns listade i Catalogue of Life.